# Arctornis transparens
Arctornis transparens är en fjärilsart som beskrevs av Felix Bryk 1949. Arctornis transparens ingår i släktet Arctornis och familjen tofsspinnare. Inga underarter finns listade i Catalogue of Life.